# Ana Magnabosco
Ana María Magnabosco (Montevideo, 9 de abril de 1952) es una dramaturga, directora teatral, guionista y docente uruguaya.

## Biografía
Su formación comenzó en el taller de Rolando Speranza, donde estudió dramaturgia en 1982 y 1983. Entre 1986 y 1987 integró el seminario de Autores de El Galpón.
Cuenta con más de 32 piezas teatrales estrenadas en Uruguay y en el exterior por las que ha sido premiada en varias oportunidades, destacándose el premio Florencio, recibido en 1988. Tres de sus obras han sido llevadas a escena por la Comedia Nacional.
Desde 2003 se dedica a la docencia literaria en su Taller «Las Musas». Ese mismo año, gana el concurso del Festival romano "Attori in cerca d´autore", siendo la primera latinoamericana en participar de dicho festival.
Desde el 2006 trabaja en el programa “Esquinas” de la Intendencia Municipal de Montevideo, en barrios montevideanos, realizando el ¨Té literario¨, en donde se leen autores nacionales y se enseña a realizar dulce casero.
En 2007 fue docente de Guion en la Escuela Esquinera, Espacio Barradas del Museo Blanes. Ese mismo año, comenzó a presentar el micro “Dulce poesía” en el programa Café Torrado de Radio El Espectador.
Ha actuado como jurado y representado a Uruguay en foros internacionales. Por ejemplo, fue invitada a Madrid por Casa de América e integró como dramaturga la delegación “Uruguay Literario”.
Ha sido nombrada "Socia de Honor" por la Asociación de Mujeres Periodistas del Uruguay, por la temática feminista presente en muchas de sus obras. Consultada sobre los temas que la inspiran, ha dicho que "Los temas que a mí me preocupan, las cosas de las que yo hablo, están más cerca de la gente que vive de una manera sencilla”

## Obra

### Dramaturgia
- El ojo de Dios (1983)
- Sentarse a esperar (1985)
- Viejo smoking (1988)
- Punto atrás (1989)
- Santito mío (1989)
- Las mágicas noches bailables de Pepe Pelayo (1989)
- Raúl aprende a bordar (1990)
- Familiares del Sr. González (1991)
- Trampa para ratones (1991)
- La perseguida hasta el catre (1993)
- Pecados en escabeche (1993)
- Cual retazo de los cielos (1994)
- Una francesa llamada Igualdad (1994)
- Con la ayuda de mis amigos (1995)
- Venus en la plaza (1995)
- ¡Qué invento la maestra! (1996)
- Dulce Compañía (1996)
- El equilibrista (1996)
- Cuartos de luna (1997)
- Don Pepe en el jardín (1997)
- Estación Las Piedras (1997)
- El Tercer Tiempo (1998)
- La niña que riega la albahaca (1998)
- Agarrate Catalina (1999)
- Cardenal amarillo: ¿dónde estás? (1999)
- Esa loca pasión (1999)
- La pulpera de Santa Lucía (1999)
- De tango somos (2000)
- El hombre del conejo (2001)
- El tesoro de las Masilotti (2001)
- Delirios de mujer (2003)
- Maracaná (2003)
- Mortadela (2003)
- Papelones hacemos todos (2004)
- La lobizona (2005)
- Tres Cruces- Congreso de Abril (2006)

## Premios
- 1988: Premio Florencio por la obra Viejo smoking
- 1989: Instituto de la Cooperación Americana por la obra Santito mío
- 1993: Premio del MEC por la obra Pecados en escabeche
- 1994: Premio del MEC por la obra Cual retazo de los cielos
- 1996: Premio del MEC por la obra Equilibrista.
- 2000: Premio Tabaré por el programa televisivo Cuentos para ver
- 2001: Premio AGADU por El Hombre del conejo
- 2004: “Premio Julio Sosa 2004” otorgado por la ciudad de Las Piedras (Canelones) en reconocimiento a su labor teatral en dicha ciudad.